# Marcel Zamora Pérez
Marcel Zamora Pérez (Barcelona, 20 de març de 1978) és un duatleta, triatleta i Ironman català.

## Biografia
Marcel va néixer a Barcelona l'any 1978. Va començar al món amateur l'any 1996 a l'equip “Dream Team Triatló”, liderat pel seu pare esportiu Pere Bossa. Aquest va ser el seu entrenador fins a l'any 2005. Més tard prova les competicions d'Ironman, que el converteixen en triatleta professional.
Marcel ha aconseguit 5 victòries a l'Ironman de Niça, i dos victòries al 70.3 de Mònaco, que l'han consagrat com un gran triatleta internacionalment conegut. També és campió de Catalunya de duatló i triatló.

## Palmarès
| Prova Esportiva                                 | Any  | Posició    |
| ----------------------------------------------- | ---- | ---------- |
| Campionat del Món de Duatló                     | 1998 | 3r. Junior |
| Campionat del Món de Duatló de llarga distància | 2003 | Subcampió  |
| Ironaman de França (Niça)                       | 2006 | Campió     |
| Ironaman de França (Niça)                       | 2007 | Campió     |
| Ironaman de França (Niça)                       | 2008 | Campió     |
| Ironaman de França (Niça)                       | 2009 | Campió     |
| Ironaman de França (Niça)                       | 2010 | Campió     |
| Embrunman                                       | 2009 | Campió     |
| Embrunman                                       | 2010 | Campió     |
| Embrunman                                       | 2012 | Campió     |
| Embrunman                                       | 2013 | Campió     |
| Embrunman                                       | 2014 | Campió     |
| Embrunman                                       | 2017 | Campió     |
| Challenge Barcelona - Maresme                   | 2009 | Campió     |
| Tristar Andalucia                               | 2009 | 2n.        |
| Campionat del Món Ironman Hawaii                | 2007 | 20è        |
| Ironman 70.3 Mònaco                             | 2006 | Campió     |
| Ironman 70.3 Mònaco                             | 2007 | Campió     |
| Campionat de Catalunya de Duatló                | -    | Campió     |
| Campionat de Catalunya de Triatló               | -    | Campió     |